# Rząd Jiříego Rusnoka
Rząd Jiříego Rusnoka – rząd Republiki Czeskiej pod kierownictwem Jiříego Rusnoka, powołany i zaprzysiężony przez prezydenta Miloša Zemana 10 lipca 2013, składający się w większości z osób bezpartyjnych i mający charakter rządu technicznego. Urzędował do 29 stycznia 2014.

## Powołanie gabinetu
Gdy na skutek afery korupcyjnej do dymisji podał się stojący na czele centroprawicowego gabinetu Petr Nečas, prezydent 25 czerwca 2013 powołał Jiříego Rusnoka na urząd premiera. 10 lipca jego techniczny gabinet został zaprzysiężony. 7 sierpnia Izba Poselska nie udzieliła mu wotum zaufania, co doprowadziło do rozpisania przedterminowych wyborów parlamentarnych. Został zastąpiony przez koalicyjny gabinet na czele z Bohuslavem Sobotką.

## Skład rządu
| Stanowisko                                                 | Minister          | Ugrupowanie | Okres urzędowania                    |
| ---------------------------------------------------------- | ----------------- | ----------- | ------------------------------------ |
| Premier                                                    | Jiří Rusnok       | bezpartyjny | od 10 lipca 2013 do 29 stycznia 2014 |
| Wicepremier Minister finansów                              | Jan Fischer       | bezpartyjny | od 10 lipca 2013 do 29 stycznia 2014 |
| Wicepremier Minister spraw wewnętrznych                    | Martin Pecina     | bezpartyjny | od 10 lipca 2013 do 29 stycznia 2014 |
| Minister spraw zagranicznych                               | Jan Kohout        | bezpartyjny | od 10 lipca 2013 do 29 stycznia 2014 |
| Minister sprawiedliwości Przewodniczący Rady Legislacyjnej | Marie Benešová    | bezpartyjna | od 10 lipca 2013 do 29 stycznia 2014 |
| Minister rozwoju regionalnego                              | František Lukl    | bezpartyjny | od 10 lipca 2013 do 29 stycznia 2014 |
| Minister środowiska                                        | Tomáš Podivínský  | KDU-ČSL     | od 10 lipca 2013 do 29 stycznia 2014 |
| Minister przemysłu i handlu                                | Jiří Cieńciała    | bezpartyjny | od 10 lipca 2013 do 29 stycznia 2014 |
| Minister obrony                                            | Vlastimil Picek   | bezpartyjny | od 10 lipca 2013 do 29 stycznia 2014 |
| Minister transportu                                        | Zdeněk Žák        | bezpartyjny | od 10 lipca 2013 do 29 stycznia 2014 |
| Minister rolnictwa                                         | Miroslav Toman    | bezpartyjny | od 10 lipca 2013 do 29 stycznia 2014 |
| Minister szkolnictwa, młodzieży i sportu                   | Dalibor Štys      | bezpartyjny | od 10 lipca 2013 do 29 stycznia 2014 |
| Minister pracy i spraw socjalnych                          | František Koníček | bezpartyjny | od 10 lipca 2013 do 29 stycznia 2014 |
| Minister zdrowia                                           | Martin Holcát     | bezpartyjny | od 10 lipca 2013 do 29 stycznia 2014 |
| Minister kultury                                           | Jiří Balvín       | bezpartyjny | od 10 lipca 2013 do 29 stycznia 2014 |